# Melinaea eryx
Melinaea eryx är en fjärilsart som beskrevs av Ferreira D'almeida 1951. Melinaea eryx ingår i släktet Melinaea och familjen praktfjärilar. Inga underarter finns listade i Catalogue of Life.